# Topias Laine
Topias Laine (12 de julio de 2001) es un deportista de Finlandia que compite en atletismo. Ganó una medalla de oro en el Campeonato Europeo de Atletismo Sub-23 de 2021, en la prueba de lanzamiento de jabalina.